# Крамолин (Плзењ-југ)
Крамолин (чеш. Kramolín) је насељено мјесто са административним статусом сеоске општине (чеш. obec) у округу Плзењ-југ, у Плзењском крају, Чешка Република.

## Становништво
Према подацима о броју становника из 2014. године насеље је имало 110 становника.